# Theodoor Verhaegen

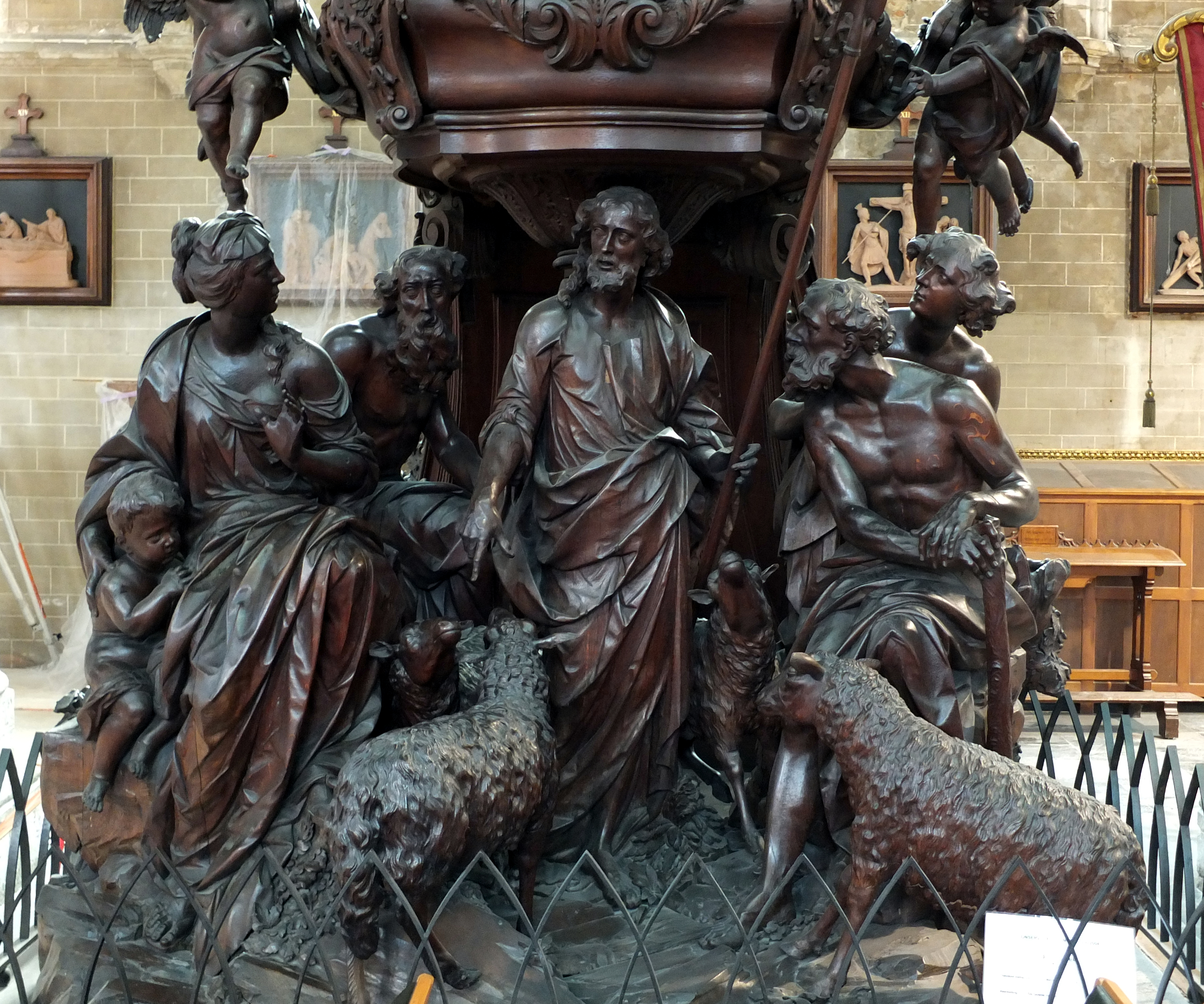
Púlpito. Iglesia de San Juan (Malinas)

Theodoor Verhaegen (Malinas, 4 de junio de 1700–Malinas, 25 de julio de 1759) fue un escultor flamenco de estilo barroco tardío.
En su periodo de aprendiz pasó por distintos talleres entre ellos los de  Jan-Frans Boeckstuyns, Michiel van der Voort y Willen Kerrickx. 
Trabajó para las iglesias de su ciudad natal para las que hizo púlpitos y otro tipo de mobiliario. Sus mejores trabajos se conservan en las iglesias de San Juan y la Basílica de Nuestra Señora de Hanswijk.

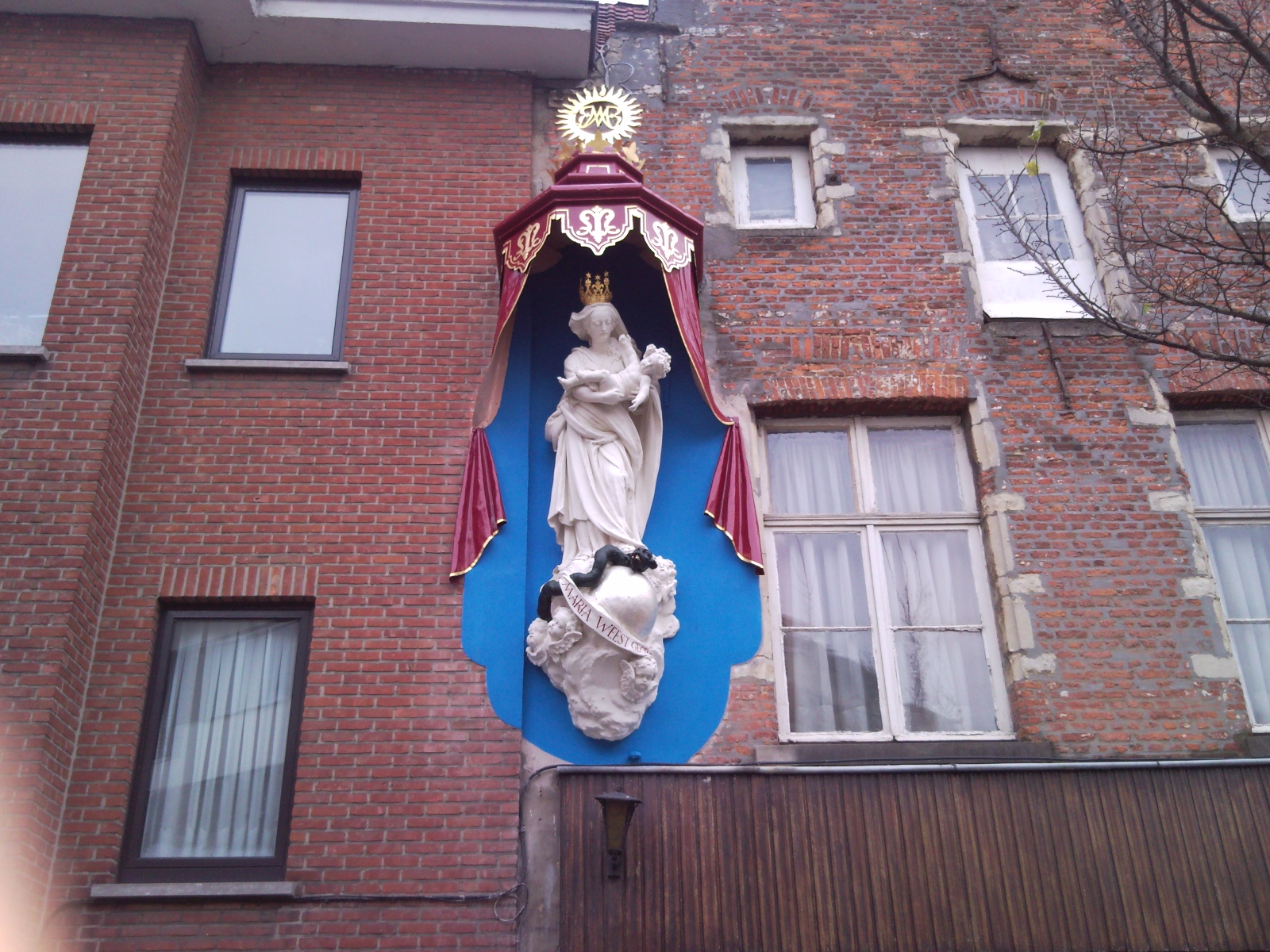
Mechelen
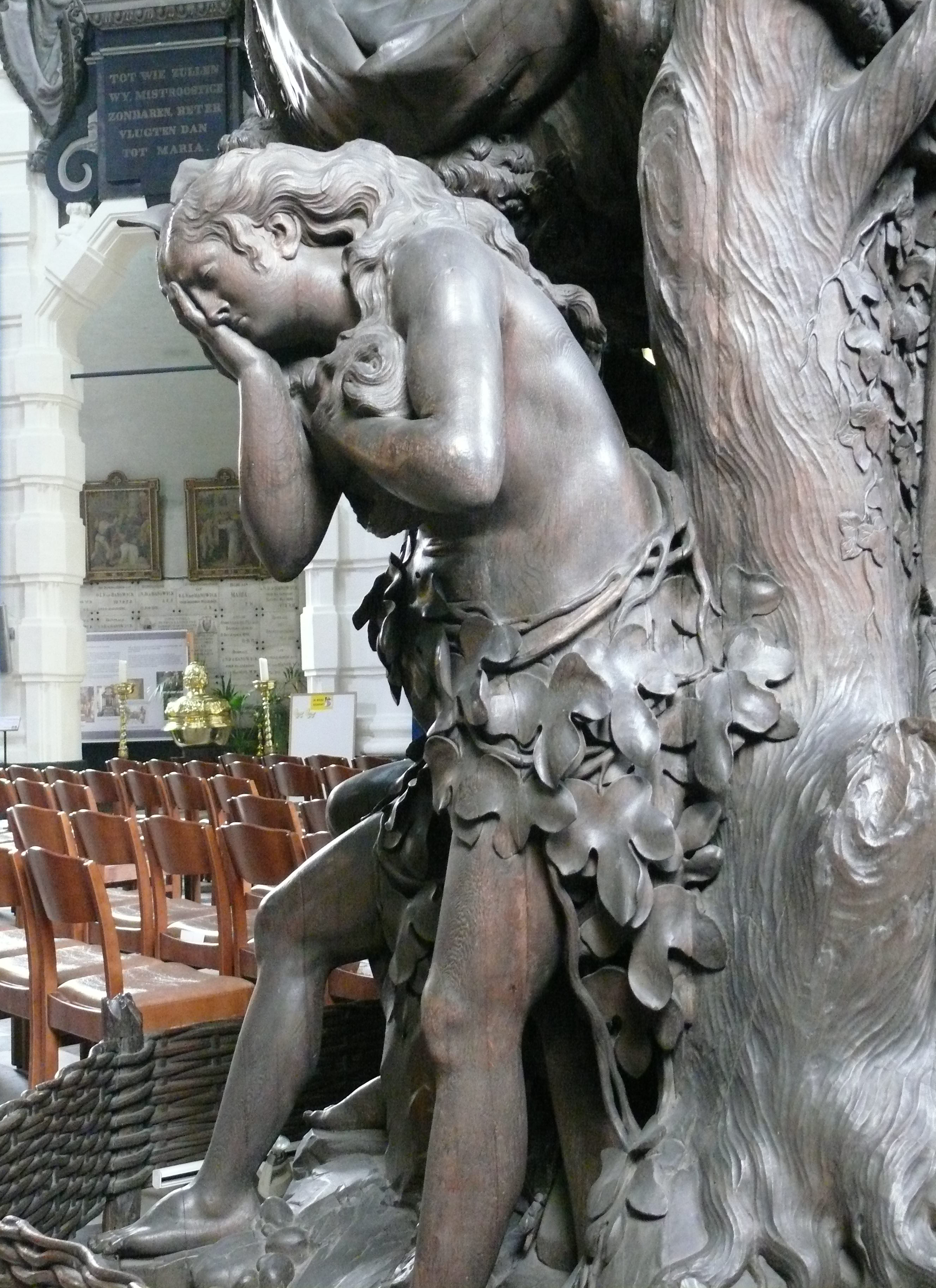
Mechelen
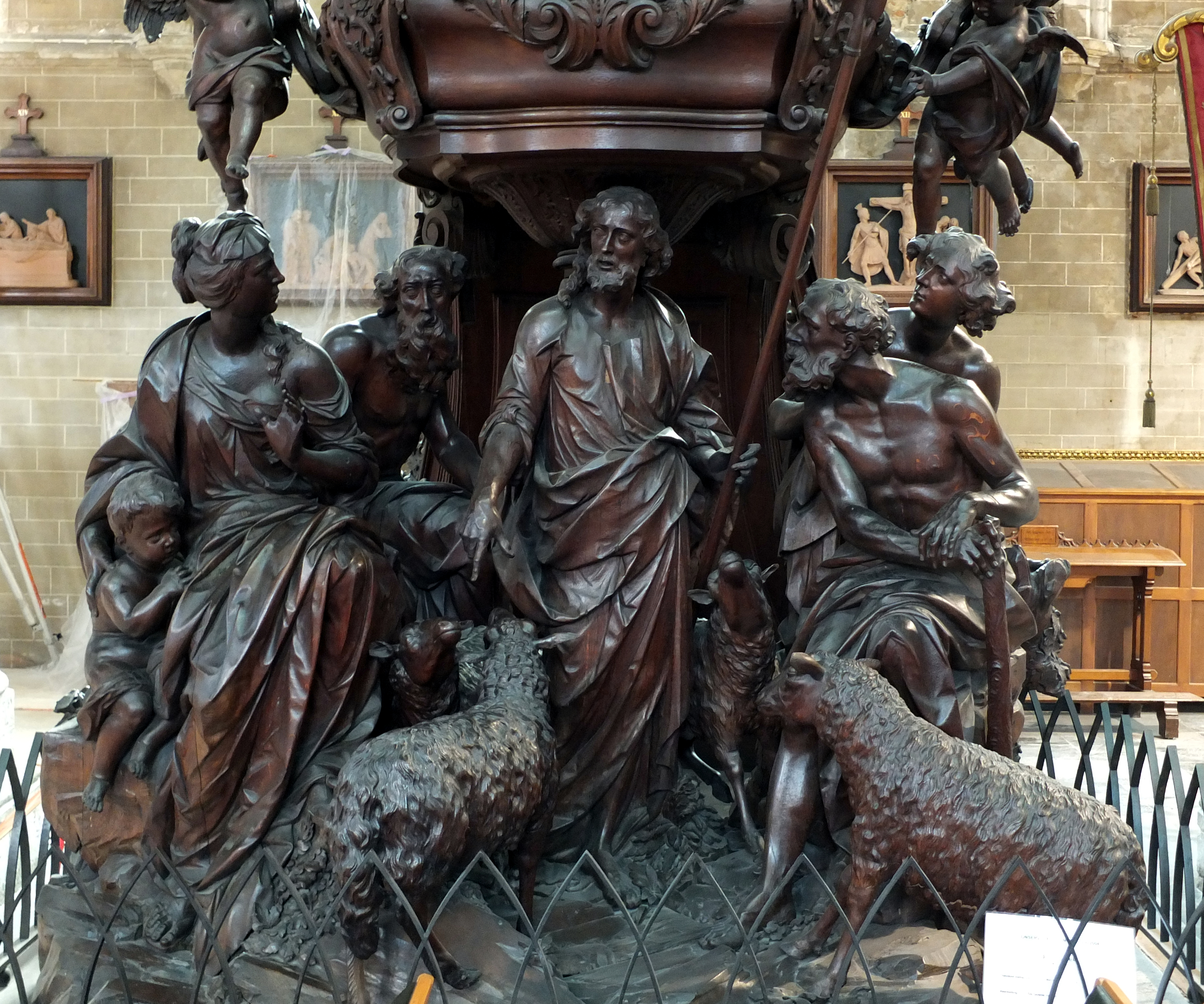
Mechelen
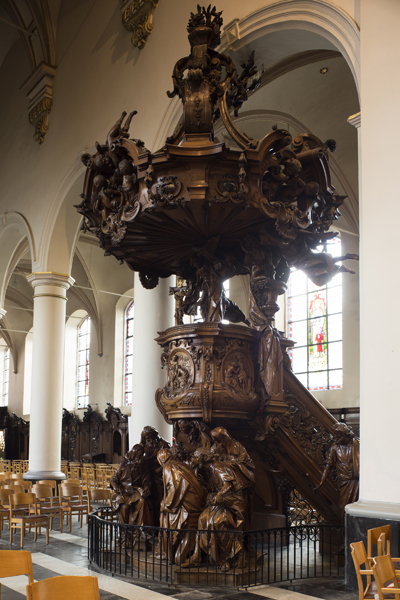
Lokeren
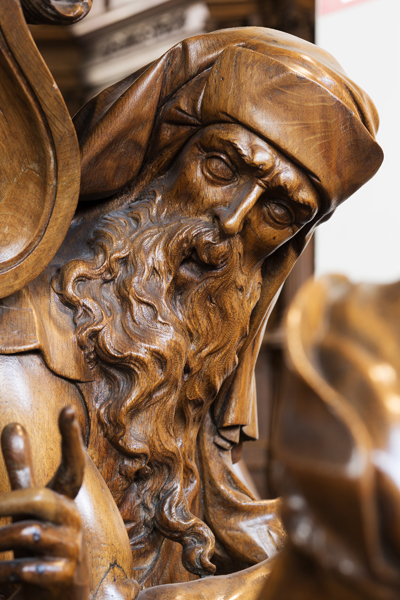
Lokeren